# Grafton Flyford
Grafton Flyford est une localité anglaise située dans le comté du Worcestershire.